# 1741 Giclas
1741 Giclas је астероид главног астероидног појаса чија средња удаљеност од Сунца износи 2,884 астрономских јединица (АЈ).
Апсолутна магнитуда астероида је 11,2.